# Lâmina

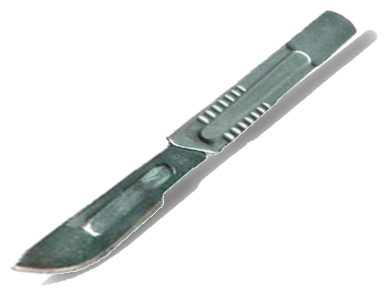
O bisturi é um típico exemplo de lâmina (no caso da imagem, a lâmina encontra-se acoplada a um cabo).

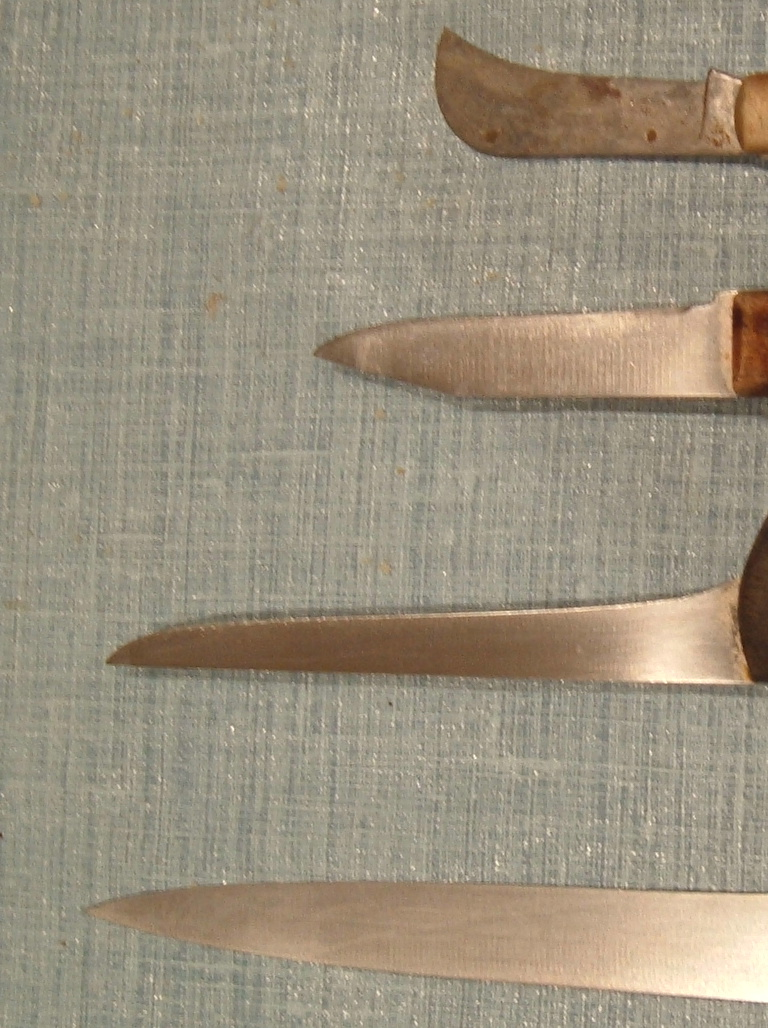
Alguns formatos de lâminasː no caso, facas.

Considera-se uma lâmina (do termo latino lamina), na acepção de instrumentos de corte, como qualquer pedaço de metal, ou de outra matéria dura, extremamente delgado e chato, destinado a fins e usos diversosː geralmente, cortar, furar, talhar ou raspar.
Em rigor, é um género dentro do qual se encontram abrangidos outros instrumentos cortantes determinados, como os diversos géneros de navalha, o bisturi ou a faca.
Geralmente, o termo "lâmina" é associado aos instrumentos de corte liso, ou seja, sem serrilhas (como o serrote ou a serra-fita) ou com serrilhado de pequenas proporções (microsserrilhas), como ocorre em muitas facas.
Atualmente, as lâminas de corte são confeccionadas em aços de diferentes tipos, dependendo da aplicação que será dada ao utensílio de corte.